# Paepalanthus pilosus
Paepalanthus pilosus är en gräsväxtart som först beskrevs av Carl Sigismund Kunth, och fick sitt nu gällande namn av Carl Sigismund Kunth. Paepalanthus pilosus ingår i släktet Paepalanthus och familjen Eriocaulaceae. Inga underarter finns listade i Catalogue of Life.